# Strepsichlora inquinata
Strepsichlora inquinata är en fjärilsart som beskrevs av W. Warren 1903. Strepsichlora inquinata ingår i släktet Strepsichlora och familjen mätare. Inga underarter finns listade i Catalogue of Life.